# 塘尾道

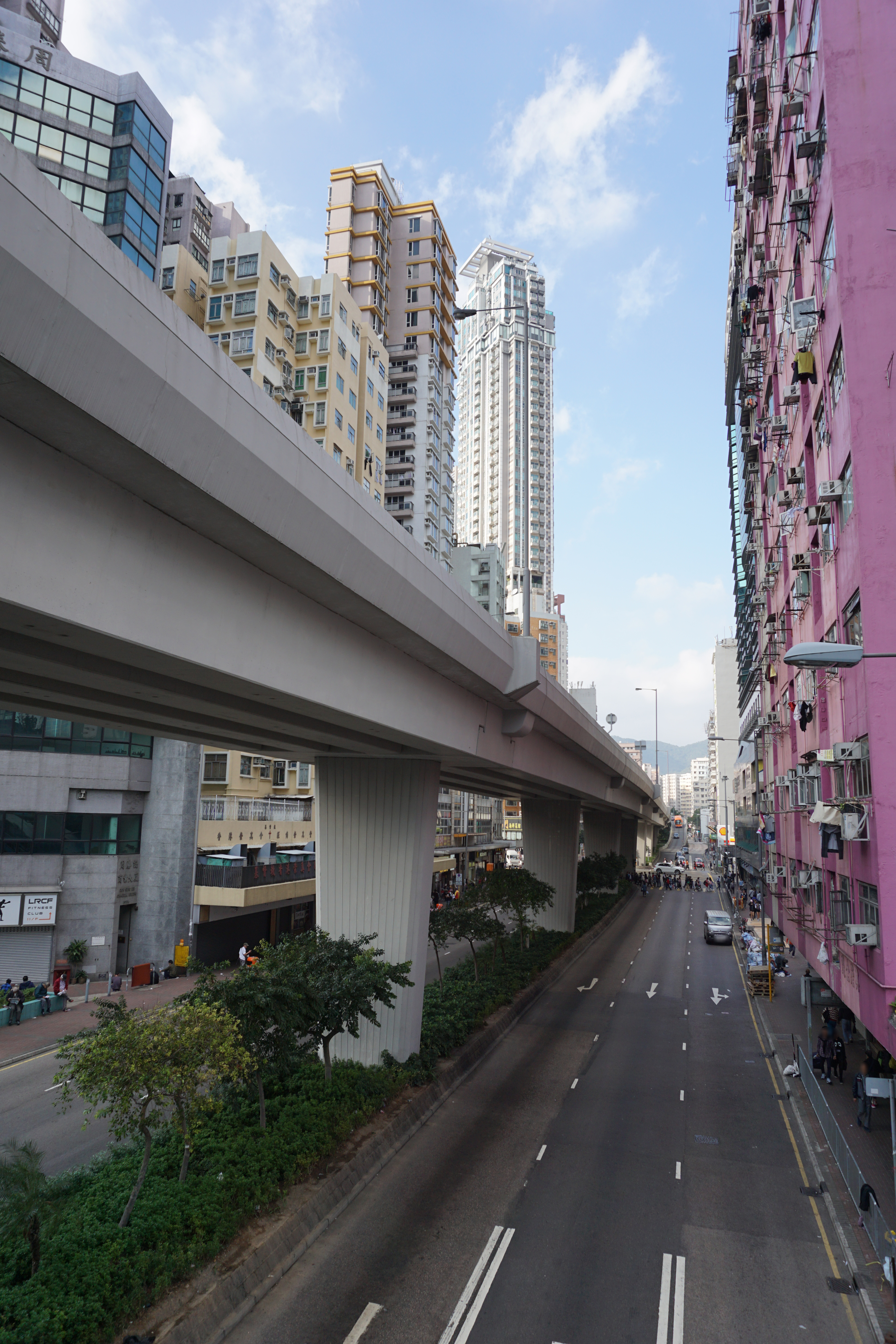
塘尾道南行線

塘尾道（英語：Tong Mi Road）是一條位於香港九龍旺角和大角咀之間的道路，呈南北走向，作為渡船街向北的延伸。塘尾道南面於渡船街、奶路臣街交匯的路口開始，直至北面與荔枝角道交匯處為止，途中與多條街道交匯，包括晏架街、福全街、旺角道、洋松街、弼街、必發道、通州街、鴉蘭街及太子道西，塘尾道上有架空行車道分別聯接通州街段及渡船街段的西九龍走廊。人們慣常把塘尾道作為大角咀和旺角的分界。塘尾道兩旁有很多工業大廈及商業大廈，而此道路亦是極少數大部份時間均沒有專營巴士途經的市區主要街道。

## 歷史
塘尾道得名自九龍塘邊陲的「塘尾村」。該村於1928年被拆卸。

## 沿路主要建築
- 雷生春
- 旺角消防局
- 塘尾道官立小學
- 形品·星寓
- 富薈旺角酒店
- 塘尾道油站
- 旺角道一號商業中心
- 嘉禮大廈

## 交匯道路
- 荔枝角道
- 太子道西
- 鴉蘭街
- 通州街
- 松樹街
- 必發道
- 弼街
- 洋松街
- 福全街
- 旺角道
- 晏架街
- 亞皆老街
- 櫻桃街
- 渡船街

## 圖片

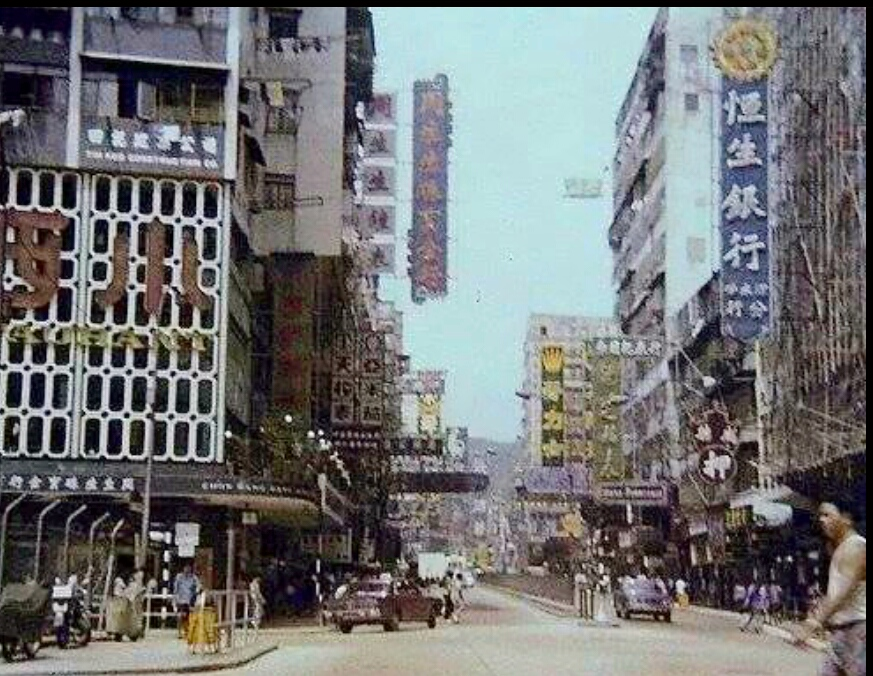
昔日的塘尾道
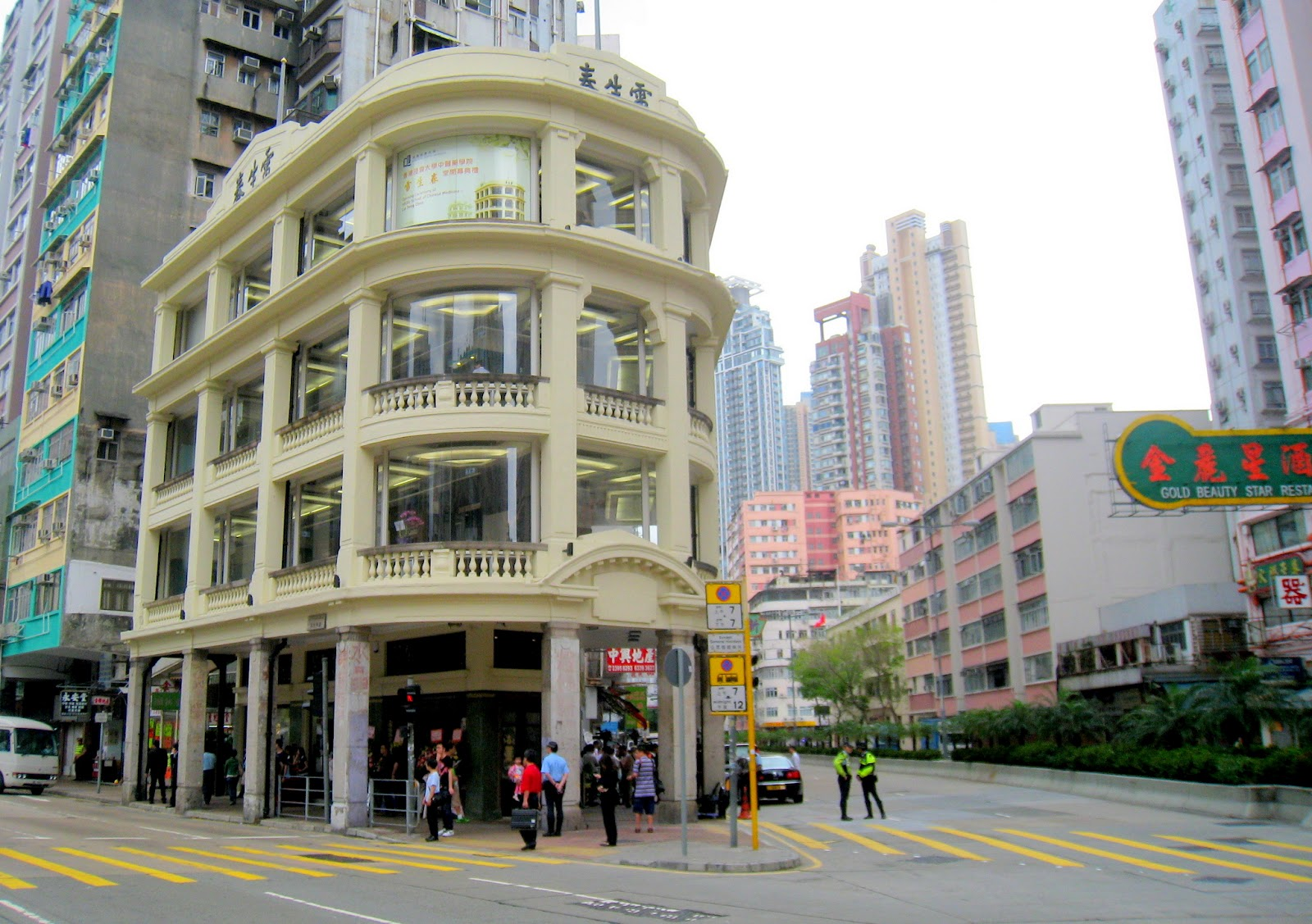
塘尾道交界的雷生春
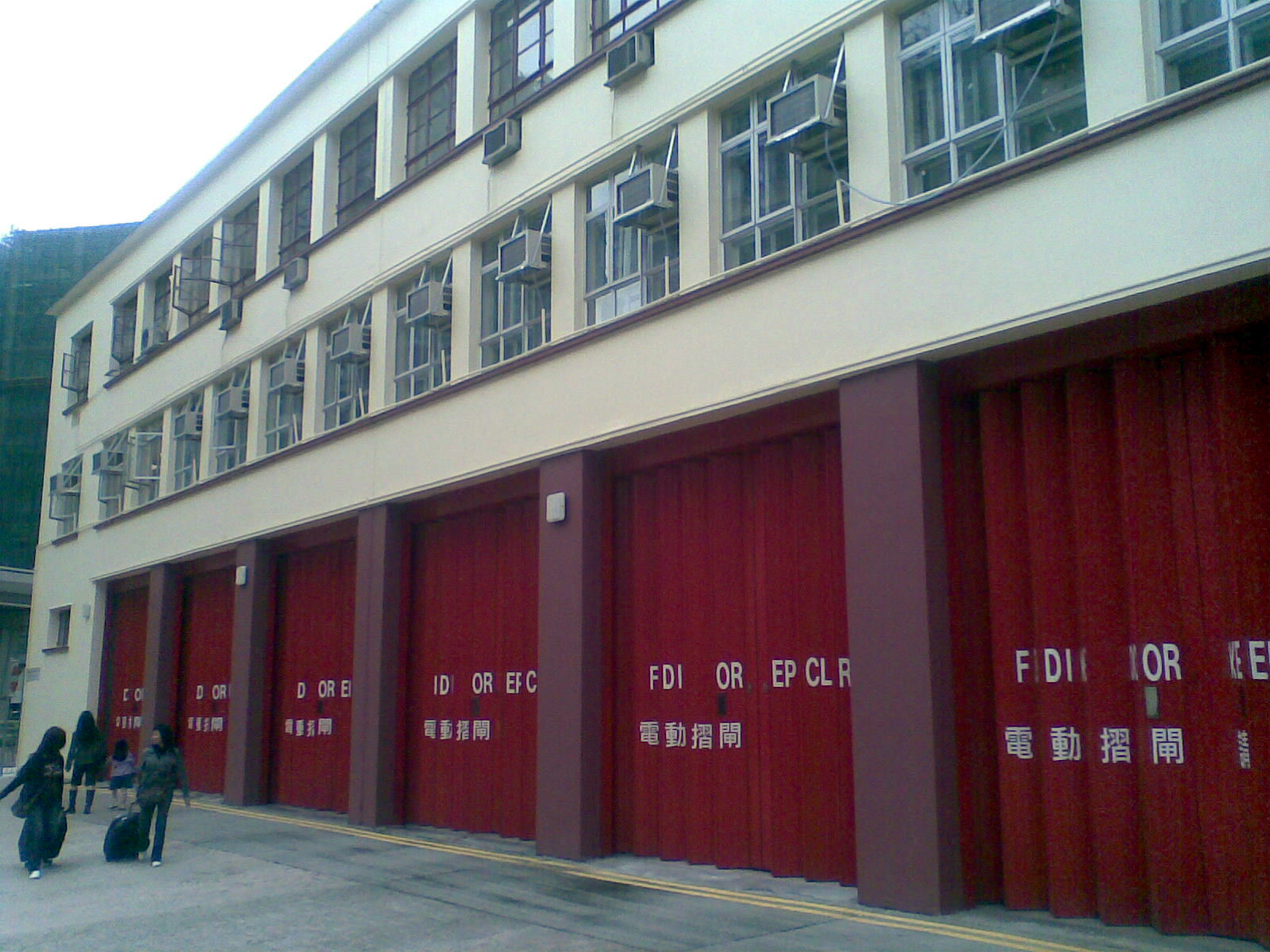
旺角消防局
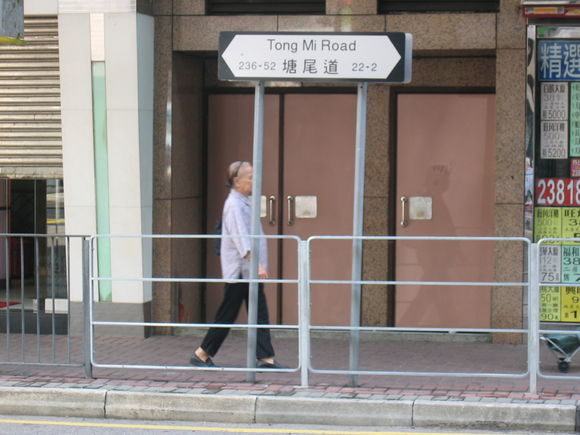
塘尾道街道牌

## 外部連結
- 塘尾道地圖 （页面存档备份，存于）